# Where (SQL)
Параметр WHERE в мові SQL виконує фільтрацію рядків які отримуються після запиту, згідно з заданими умовами. Умови задаються предикатами.

## Приклади
WHERE це зарезервоване слово в SQL.
Пункт WHERE використовується разом з виразом SQL DML, і має наступну форму:
```
SQL
-
DML
-
Statement

FROM
 
table_name
 

WHERE
 
predicate

```

повертаються всі рядки для яких предикат в пункті WHERE Істина. Рядки для яких предикат має значення Хиба або Невідомо (NULL) вважаються такими, що не відповідають критерію відбору.
Наступний запит повертає рядки з mytable для яких mycol більше ніж 100.
```
SELECT
 
*

FROM
   
mytable

WHERE
  
mycol
 
>
 
100

```

Натупний вираз DELETE видаляє рядки, з mytable де mycol або NULL, або дорівнює 100.
```
DELETE

FROM
   
mytable

WHERE
  
mycol
 
IS
 
NULL
 
OR
 
mycol
 
=
 
100

```

## Предикати
Прості предикати використовують операцію з набору =, <>, >, >=, <, <=, IN, BETWEEN, LIKE, IS NULL або IS NOT NULL.
При потребі предикати можуть бути відокремлені дужками. Ключові слова AND і OR можуть бути використані для об'єднання двох предикатів в один новий. Якщо утворюється багато комбінацій, то дужки можна використати для визначення порядку обчислення. Без дужок AND має вищий пріоритет ніж OR.
Наступний приклад видаляє рядки з mytable де значення mycol більше ніж 100 та значення item дорівнює рядку 'Hammer':
```
DELETE

FROM
   
mytable

WHERE
  
mycol
 
>
 
100
 
AND
 
item
 
=
 
'Hammer'

```

### IN
IN знаходить всі значення, що присутні в поданому наборі.
```
SELECT
 
ename
 
WHERE
 
ename
 
IN
 
(
'value1'
,
 
'value2'
,
 
...)

```

Тотожно з
```
SELECT
 
ename
 
WHERE
 
ename
=
'value1'
 
OR
 
ename
=
'value2'

```

окрім того, що в другому варіанті можливо порівнювати різні стовпці, в той час при використанні IN ні.

### BETWEEN
BETWEEN знаходить всі значення в заданих межах.
```
SELECT
 
ename
 
WHERE
 
ename
 
BETWEEN
 
'value1'
 
AND
 
'value2'

```

Будуть відібрані всі рядки зі значеннями між 'value1' та 'value2', включно.

### LIKE
LIKE знаходить рядки, що відповідають певному шаблону.
- Завершальна підстановка
  - Знаходить будь-який рядок, що починається з літери 'S'

```
SELECT
 
ename

 
FROM
 
emp
 

WHERE
 
ename
 
LIKE
 
'S%'
;

```

- Початкова підстановка
  - Знаходить будь-який рядок, що завершується літерою 'S'

```
SELECT
 
ename
 
FROM
 
emp
 
WHERE
 
ename
 
LIKE
 
'%S'
;

```

- Комбінація підстановок
  - Знайти будь-який рядок з літерою 'S'

```
SELECT
 
ename
 
FROM
 
emp
 
WHERE
 
ename
 
LIKE
 
'%S%'
;

```

- Односимвольна підстановка 	
  - Знайти будь-який рядок, що містить літеру 'A' з будь-яким наступним символом і потім 'E'

```
SELECT
 
ename
 
FROM
 
emp
 
WHERE
 
ename
 
LIKE
 
'%A_E%'
;

```

SQL програмісти мають бути обережними з використанням предиката LIKE через його негативний вплив на швидкодію.